# Бом д'Остен
Бом д'Остен (фр. Baume-d'Hostun) насеље је и општина у источној Француској у региону Рона-Алпи, у департману Дром која припада префектури Валанс.
По подацима из 2011. године у општини је живело 553 становника, а густина насељености је износила 65,37 становника/km². Општина се простире на површини од 8,46 km². Налази се на средњој надморској висини од 209 метара (максималној 760 m, а минималној 148 m).

## Демографија
| 1962. | 1968. | 1975. | 1982. | 1990. | 1999. | 2011. |
| ----- | ----- | ----- | ----- | ----- | ----- | ----- |
| 112   | 241   | 262   | 250   | 324   | 364   | 553   |

График промене броја становника у току последњих година